# Wimbledon (Dakota du Nord)
Pour les articles homonymes, voir Wimbledon.
La ville de Wimbledon est située dans le comté de Barnes, dans l’État du Dakota du Nord, aux États-Unis. Lors du recensement de 2010, sa population s’élevait à 216 habitants.

## Histoire
Wimbledon a été fondée en 1892.

## Démographie
| Groupe            | Wimbledon | Dakota du Nord | États-Unis |
| ----------------- | --------- | -------------- | ---------- |
| Blancs            | 97,2      | 90,0           | 72,4       |
| Métis             | 2,8       | 1,8            | 2,9        |
| Autres            | 0         | 8,2            | 24,7       |
| Total             | 100       | 100            | 100        |
|                   |           |                |            |
| Latino-Américains | 0,5       | 2,0            | 16,7       |

Selon l'American Community Survey, pour la période 2011-2015, 96,97 % de la population âgée de plus de 5 ans déclare parler l'anglais à la maison, 1,11 % déclare parler le français et 2,22 % une autre langue.
| 1900 | 1910 | 1920 | 1930 | 1940 | 1950 |
| ---- | ---- | ---- | ---- | ---- | ---- |
| 226  | 571  | 521  | 421  | 357  | 449  |

| 1960 | 1970 | 1980 | 1990 | 2000 | 2010 |
| ---- | ---- | ---- | ---- | ---- | ---- |
| 402  | 337  | 330  | 275  | 237  | 216  |

## Personnalité liée à la ville
La chanteuse Peggy Lee a passé son enfance à Wimbledon.

## Source
- (en) Cet article est partiellement ou en totalité issu de l’article de Wikipédia en anglais intitulé « Wimbledon, North Dakota » (voir la liste des auteurs).